# Sericia retrahens
Sericia retrahens là một loài bướm đêm trong họ Erebidae.